# Biblioteques Municipals de Sabadell
Biblioteques Municipals de Sabadell (BiMS) és l'organisme que gestiona la xarxa municipal de biblioteques públiques de Sabadell. Són el principal servei públic i cultural de proximitat de la ciutat. Els equipaments són de titularitat municipal i estan gestionats per l'Ajuntament de Sabadell en conveni amb la Diputació de Barcelona. Les set biblioteques que conformen la xarxa estan distribuïdes arreu del territori i cobreixen al 100% de la població de Sabadell. S'integren a la Xarxa de Biblioteques Municipals de la província de Barcelona i al Sistema de Lectura Pública de Catalunya. La seva missió és fomentar la lectura i el coneixement, garantir l'accés a la informació, promocionar l'ús de les tecnologies, donar suport a la formació continua i possibilitar la cohesió social i el desenvolupament de les persones en igualtat d'oportunitats. Des de la biblioteca Vapor Badia, emplaçada al centre de Sabadell, es coordina el conjunt de la xarxa. Les altres sis biblioteques de proximitat cobreixen les àrees territorials dels diferents barris i districtes de la ciutat.

## Directori[5]
Les Biblioteques que conformen la xarxa són les següents:
- Biblioteca Vapor Badia (Districte 1 i ciutat)
- Biblioteca del Nord (Districte 3)
- Biblioteca del Sud (Districte 6)
- Biblioteca de Ponent (Districte 4)
- Biblioteca de la Serra (Districte 7)
- Biblioteca dels Safareigs (Districte 2)
- Biblioteca de Can Puiggener (Districte 2)